# Саламанки тема
Те́ма Салама́нки — тема в шаховій композиції. Суть теми — гра механізму повної пів-зв'язки чорних фігур і двох прямих батарей білих.

## Історія
Цю ідею запропонував в середині 40-х років XX століття іспанський шаховий композитор Т. Саламанка.
В початковій позиції, або після першого ходу дві чорні фігури знаходяться в повній пів-зв'язці, а на чорного короля націлені дві батареї білих. Під час руйнації пів-зв'язки, після відходу однієї з двох фігур чорних, одна фігура зв'язується, а друга чорна фігура забирає білу батарейну фігуру і самозв'язується. Білі використовують ці послаблення позиції чорних і оголошують батарейний мат чорному королю.
Ця ідея дістала назву — тема Саламанки.
|   | a | b | c | d | e | f | g | h |   |
| 8 | c8 білий король · g8 чорний слон · d7 білий пішак · c6 білий ферзь · f6 чорний пішак · a5 чорний пішак · b5 білий кінь · c5 біла тура · e5 чорний пішак · f5 чорний король · h5 білий пішак · a4 чорна тура · d4 білий пішак · f4 чорний ферзь · g4 чорний пішак · h4 білий пішак · d3 білий пішак · g3 чорний пішак · f2 чорний кінь · b1 білий слон · c1 білий слон · f1 біла тура | c8 білий король · g8 чорний слон · d7 білий пішак · c6 білий ферзь · f6 чорний пішак · a5 чорний пішак · b5 білий кінь · c5 біла тура · e5 чорний пішак · f5 чорний король · h5 білий пішак · a4 чорна тура · d4 білий пішак · f4 чорний ферзь · g4 чорний пішак · h4 білий пішак · d3 білий пішак · g3 чорний пішак · f2 чорний кінь · b1 білий слон · c1 білий слон · f1 біла тура | c8 білий король · g8 чорний слон · d7 білий пішак · c6 білий ферзь · f6 чорний пішак · a5 чорний пішак · b5 білий кінь · c5 біла тура · e5 чорний пішак · f5 чорний король · h5 білий пішак · a4 чорна тура · d4 білий пішак · f4 чорний ферзь · g4 чорний пішак · h4 білий пішак · d3 білий пішак · g3 чорний пішак · f2 чорний кінь · b1 білий слон · c1 білий слон · f1 біла тура | c8 білий король · g8 чорний слон · d7 білий пішак · c6 білий ферзь · f6 чорний пішак · a5 чорний пішак · b5 білий кінь · c5 біла тура · e5 чорний пішак · f5 чорний король · h5 білий пішак · a4 чорна тура · d4 білий пішак · f4 чорний ферзь · g4 чорний пішак · h4 білий пішак · d3 білий пішак · g3 чорний пішак · f2 чорний кінь · b1 білий слон · c1 білий слон · f1 біла тура | c8 білий король · g8 чорний слон · d7 білий пішак · c6 білий ферзь · f6 чорний пішак · a5 чорний пішак · b5 білий кінь · c5 біла тура · e5 чорний пішак · f5 чорний король · h5 білий пішак · a4 чорна тура · d4 білий пішак · f4 чорний ферзь · g4 чорний пішак · h4 білий пішак · d3 білий пішак · g3 чорний пішак · f2 чорний кінь · b1 білий слон · c1 білий слон · f1 біла тура | c8 білий король · g8 чорний слон · d7 білий пішак · c6 білий ферзь · f6 чорний пішак · a5 чорний пішак · b5 білий кінь · c5 біла тура · e5 чорний пішак · f5 чорний король · h5 білий пішак · a4 чорна тура · d4 білий пішак · f4 чорний ферзь · g4 чорний пішак · h4 білий пішак · d3 білий пішак · g3 чорний пішак · f2 чорний кінь · b1 білий слон · c1 білий слон · f1 біла тура | c8 білий король · g8 чорний слон · d7 білий пішак · c6 білий ферзь · f6 чорний пішак · a5 чорний пішак · b5 білий кінь · c5 біла тура · e5 чорний пішак · f5 чорний король · h5 білий пішак · a4 чорна тура · d4 білий пішак · f4 чорний ферзь · g4 чорний пішак · h4 білий пішак · d3 білий пішак · g3 чорний пішак · f2 чорний кінь · b1 білий слон · c1 білий слон · f1 біла тура | c8 білий король · g8 чорний слон · d7 білий пішак · c6 білий ферзь · f6 чорний пішак · a5 чорний пішак · b5 білий кінь · c5 біла тура · e5 чорний пішак · f5 чорний король · h5 білий пішак · a4 чорна тура · d4 білий пішак · f4 чорний ферзь · g4 чорний пішак · h4 білий пішак · d3 білий пішак · g3 чорний пішак · f2 чорний кінь · b1 білий слон · c1 білий слон · f1 біла тура | 8 |
| 7 | c8 білий король · g8 чорний слон · d7 білий пішак · c6 білий ферзь · f6 чорний пішак · a5 чорний пішак · b5 білий кінь · c5 біла тура · e5 чорний пішак · f5 чорний король · h5 білий пішак · a4 чорна тура · d4 білий пішак · f4 чорний ферзь · g4 чорний пішак · h4 білий пішак · d3 білий пішак · g3 чорний пішак · f2 чорний кінь · b1 білий слон · c1 білий слон · f1 біла тура | c8 білий король · g8 чорний слон · d7 білий пішак · c6 білий ферзь · f6 чорний пішак · a5 чорний пішак · b5 білий кінь · c5 біла тура · e5 чорний пішак · f5 чорний король · h5 білий пішак · a4 чорна тура · d4 білий пішак · f4 чорний ферзь · g4 чорний пішак · h4 білий пішак · d3 білий пішак · g3 чорний пішак · f2 чорний кінь · b1 білий слон · c1 білий слон · f1 біла тура | c8 білий король · g8 чорний слон · d7 білий пішак · c6 білий ферзь · f6 чорний пішак · a5 чорний пішак · b5 білий кінь · c5 біла тура · e5 чорний пішак · f5 чорний король · h5 білий пішак · a4 чорна тура · d4 білий пішак · f4 чорний ферзь · g4 чорний пішак · h4 білий пішак · d3 білий пішак · g3 чорний пішак · f2 чорний кінь · b1 білий слон · c1 білий слон · f1 біла тура | c8 білий король · g8 чорний слон · d7 білий пішак · c6 білий ферзь · f6 чорний пішак · a5 чорний пішак · b5 білий кінь · c5 біла тура · e5 чорний пішак · f5 чорний король · h5 білий пішак · a4 чорна тура · d4 білий пішак · f4 чорний ферзь · g4 чорний пішак · h4 білий пішак · d3 білий пішак · g3 чорний пішак · f2 чорний кінь · b1 білий слон · c1 білий слон · f1 біла тура | c8 білий король · g8 чорний слон · d7 білий пішак · c6 білий ферзь · f6 чорний пішак · a5 чорний пішак · b5 білий кінь · c5 біла тура · e5 чорний пішак · f5 чорний король · h5 білий пішак · a4 чорна тура · d4 білий пішак · f4 чорний ферзь · g4 чорний пішак · h4 білий пішак · d3 білий пішак · g3 чорний пішак · f2 чорний кінь · b1 білий слон · c1 білий слон · f1 біла тура | c8 білий король · g8 чорний слон · d7 білий пішак · c6 білий ферзь · f6 чорний пішак · a5 чорний пішак · b5 білий кінь · c5 біла тура · e5 чорний пішак · f5 чорний король · h5 білий пішак · a4 чорна тура · d4 білий пішак · f4 чорний ферзь · g4 чорний пішак · h4 білий пішак · d3 білий пішак · g3 чорний пішак · f2 чорний кінь · b1 білий слон · c1 білий слон · f1 біла тура | c8 білий король · g8 чорний слон · d7 білий пішак · c6 білий ферзь · f6 чорний пішак · a5 чорний пішак · b5 білий кінь · c5 біла тура · e5 чорний пішак · f5 чорний король · h5 білий пішак · a4 чорна тура · d4 білий пішак · f4 чорний ферзь · g4 чорний пішак · h4 білий пішак · d3 білий пішак · g3 чорний пішак · f2 чорний кінь · b1 білий слон · c1 білий слон · f1 біла тура | c8 білий король · g8 чорний слон · d7 білий пішак · c6 білий ферзь · f6 чорний пішак · a5 чорний пішак · b5 білий кінь · c5 біла тура · e5 чорний пішак · f5 чорний король · h5 білий пішак · a4 чорна тура · d4 білий пішак · f4 чорний ферзь · g4 чорний пішак · h4 білий пішак · d3 білий пішак · g3 чорний пішак · f2 чорний кінь · b1 білий слон · c1 білий слон · f1 біла тура | 7 |
| 6 | c8 білий король · g8 чорний слон · d7 білий пішак · c6 білий ферзь · f6 чорний пішак · a5 чорний пішак · b5 білий кінь · c5 біла тура · e5 чорний пішак · f5 чорний король · h5 білий пішак · a4 чорна тура · d4 білий пішак · f4 чорний ферзь · g4 чорний пішак · h4 білий пішак · d3 білий пішак · g3 чорний пішак · f2 чорний кінь · b1 білий слон · c1 білий слон · f1 біла тура | c8 білий король · g8 чорний слон · d7 білий пішак · c6 білий ферзь · f6 чорний пішак · a5 чорний пішак · b5 білий кінь · c5 біла тура · e5 чорний пішак · f5 чорний король · h5 білий пішак · a4 чорна тура · d4 білий пішак · f4 чорний ферзь · g4 чорний пішак · h4 білий пішак · d3 білий пішак · g3 чорний пішак · f2 чорний кінь · b1 білий слон · c1 білий слон · f1 біла тура | c8 білий король · g8 чорний слон · d7 білий пішак · c6 білий ферзь · f6 чорний пішак · a5 чорний пішак · b5 білий кінь · c5 біла тура · e5 чорний пішак · f5 чорний король · h5 білий пішак · a4 чорна тура · d4 білий пішак · f4 чорний ферзь · g4 чорний пішак · h4 білий пішак · d3 білий пішак · g3 чорний пішак · f2 чорний кінь · b1 білий слон · c1 білий слон · f1 біла тура | c8 білий король · g8 чорний слон · d7 білий пішак · c6 білий ферзь · f6 чорний пішак · a5 чорний пішак · b5 білий кінь · c5 біла тура · e5 чорний пішак · f5 чорний король · h5 білий пішак · a4 чорна тура · d4 білий пішак · f4 чорний ферзь · g4 чорний пішак · h4 білий пішак · d3 білий пішак · g3 чорний пішак · f2 чорний кінь · b1 білий слон · c1 білий слон · f1 біла тура | c8 білий король · g8 чорний слон · d7 білий пішак · c6 білий ферзь · f6 чорний пішак · a5 чорний пішак · b5 білий кінь · c5 біла тура · e5 чорний пішак · f5 чорний король · h5 білий пішак · a4 чорна тура · d4 білий пішак · f4 чорний ферзь · g4 чорний пішак · h4 білий пішак · d3 білий пішак · g3 чорний пішак · f2 чорний кінь · b1 білий слон · c1 білий слон · f1 біла тура | c8 білий король · g8 чорний слон · d7 білий пішак · c6 білий ферзь · f6 чорний пішак · a5 чорний пішак · b5 білий кінь · c5 біла тура · e5 чорний пішак · f5 чорний король · h5 білий пішак · a4 чорна тура · d4 білий пішак · f4 чорний ферзь · g4 чорний пішак · h4 білий пішак · d3 білий пішак · g3 чорний пішак · f2 чорний кінь · b1 білий слон · c1 білий слон · f1 біла тура | c8 білий король · g8 чорний слон · d7 білий пішак · c6 білий ферзь · f6 чорний пішак · a5 чорний пішак · b5 білий кінь · c5 біла тура · e5 чорний пішак · f5 чорний король · h5 білий пішак · a4 чорна тура · d4 білий пішак · f4 чорний ферзь · g4 чорний пішак · h4 білий пішак · d3 білий пішак · g3 чорний пішак · f2 чорний кінь · b1 білий слон · c1 білий слон · f1 біла тура | c8 білий король · g8 чорний слон · d7 білий пішак · c6 білий ферзь · f6 чорний пішак · a5 чорний пішак · b5 білий кінь · c5 біла тура · e5 чорний пішак · f5 чорний король · h5 білий пішак · a4 чорна тура · d4 білий пішак · f4 чорний ферзь · g4 чорний пішак · h4 білий пішак · d3 білий пішак · g3 чорний пішак · f2 чорний кінь · b1 білий слон · c1 білий слон · f1 біла тура | 6 |
| 5 | c8 білий король · g8 чорний слон · d7 білий пішак · c6 білий ферзь · f6 чорний пішак · a5 чорний пішак · b5 білий кінь · c5 біла тура · e5 чорний пішак · f5 чорний король · h5 білий пішак · a4 чорна тура · d4 білий пішак · f4 чорний ферзь · g4 чорний пішак · h4 білий пішак · d3 білий пішак · g3 чорний пішак · f2 чорний кінь · b1 білий слон · c1 білий слон · f1 біла тура | c8 білий король · g8 чорний слон · d7 білий пішак · c6 білий ферзь · f6 чорний пішак · a5 чорний пішак · b5 білий кінь · c5 біла тура · e5 чорний пішак · f5 чорний король · h5 білий пішак · a4 чорна тура · d4 білий пішак · f4 чорний ферзь · g4 чорний пішак · h4 білий пішак · d3 білий пішак · g3 чорний пішак · f2 чорний кінь · b1 білий слон · c1 білий слон · f1 біла тура | c8 білий король · g8 чорний слон · d7 білий пішак · c6 білий ферзь · f6 чорний пішак · a5 чорний пішак · b5 білий кінь · c5 біла тура · e5 чорний пішак · f5 чорний король · h5 білий пішак · a4 чорна тура · d4 білий пішак · f4 чорний ферзь · g4 чорний пішак · h4 білий пішак · d3 білий пішак · g3 чорний пішак · f2 чорний кінь · b1 білий слон · c1 білий слон · f1 біла тура | c8 білий король · g8 чорний слон · d7 білий пішак · c6 білий ферзь · f6 чорний пішак · a5 чорний пішак · b5 білий кінь · c5 біла тура · e5 чорний пішак · f5 чорний король · h5 білий пішак · a4 чорна тура · d4 білий пішак · f4 чорний ферзь · g4 чорний пішак · h4 білий пішак · d3 білий пішак · g3 чорний пішак · f2 чорний кінь · b1 білий слон · c1 білий слон · f1 біла тура | c8 білий король · g8 чорний слон · d7 білий пішак · c6 білий ферзь · f6 чорний пішак · a5 чорний пішак · b5 білий кінь · c5 біла тура · e5 чорний пішак · f5 чорний король · h5 білий пішак · a4 чорна тура · d4 білий пішак · f4 чорний ферзь · g4 чорний пішак · h4 білий пішак · d3 білий пішак · g3 чорний пішак · f2 чорний кінь · b1 білий слон · c1 білий слон · f1 біла тура | c8 білий король · g8 чорний слон · d7 білий пішак · c6 білий ферзь · f6 чорний пішак · a5 чорний пішак · b5 білий кінь · c5 біла тура · e5 чорний пішак · f5 чорний король · h5 білий пішак · a4 чорна тура · d4 білий пішак · f4 чорний ферзь · g4 чорний пішак · h4 білий пішак · d3 білий пішак · g3 чорний пішак · f2 чорний кінь · b1 білий слон · c1 білий слон · f1 біла тура | c8 білий король · g8 чорний слон · d7 білий пішак · c6 білий ферзь · f6 чорний пішак · a5 чорний пішак · b5 білий кінь · c5 біла тура · e5 чорний пішак · f5 чорний король · h5 білий пішак · a4 чорна тура · d4 білий пішак · f4 чорний ферзь · g4 чорний пішак · h4 білий пішак · d3 білий пішак · g3 чорний пішак · f2 чорний кінь · b1 білий слон · c1 білий слон · f1 біла тура | c8 білий король · g8 чорний слон · d7 білий пішак · c6 білий ферзь · f6 чорний пішак · a5 чорний пішак · b5 білий кінь · c5 біла тура · e5 чорний пішак · f5 чорний король · h5 білий пішак · a4 чорна тура · d4 білий пішак · f4 чорний ферзь · g4 чорний пішак · h4 білий пішак · d3 білий пішак · g3 чорний пішак · f2 чорний кінь · b1 білий слон · c1 білий слон · f1 біла тура | 5 |
| 4 | c8 білий король · g8 чорний слон · d7 білий пішак · c6 білий ферзь · f6 чорний пішак · a5 чорний пішак · b5 білий кінь · c5 біла тура · e5 чорний пішак · f5 чорний король · h5 білий пішак · a4 чорна тура · d4 білий пішак · f4 чорний ферзь · g4 чорний пішак · h4 білий пішак · d3 білий пішак · g3 чорний пішак · f2 чорний кінь · b1 білий слон · c1 білий слон · f1 біла тура | c8 білий король · g8 чорний слон · d7 білий пішак · c6 білий ферзь · f6 чорний пішак · a5 чорний пішак · b5 білий кінь · c5 біла тура · e5 чорний пішак · f5 чорний король · h5 білий пішак · a4 чорна тура · d4 білий пішак · f4 чорний ферзь · g4 чорний пішак · h4 білий пішак · d3 білий пішак · g3 чорний пішак · f2 чорний кінь · b1 білий слон · c1 білий слон · f1 біла тура | c8 білий король · g8 чорний слон · d7 білий пішак · c6 білий ферзь · f6 чорний пішак · a5 чорний пішак · b5 білий кінь · c5 біла тура · e5 чорний пішак · f5 чорний король · h5 білий пішак · a4 чорна тура · d4 білий пішак · f4 чорний ферзь · g4 чорний пішак · h4 білий пішак · d3 білий пішак · g3 чорний пішак · f2 чорний кінь · b1 білий слон · c1 білий слон · f1 біла тура | c8 білий король · g8 чорний слон · d7 білий пішак · c6 білий ферзь · f6 чорний пішак · a5 чорний пішак · b5 білий кінь · c5 біла тура · e5 чорний пішак · f5 чорний король · h5 білий пішак · a4 чорна тура · d4 білий пішак · f4 чорний ферзь · g4 чорний пішак · h4 білий пішак · d3 білий пішак · g3 чорний пішак · f2 чорний кінь · b1 білий слон · c1 білий слон · f1 біла тура | c8 білий король · g8 чорний слон · d7 білий пішак · c6 білий ферзь · f6 чорний пішак · a5 чорний пішак · b5 білий кінь · c5 біла тура · e5 чорний пішак · f5 чорний король · h5 білий пішак · a4 чорна тура · d4 білий пішак · f4 чорний ферзь · g4 чорний пішак · h4 білий пішак · d3 білий пішак · g3 чорний пішак · f2 чорний кінь · b1 білий слон · c1 білий слон · f1 біла тура | c8 білий король · g8 чорний слон · d7 білий пішак · c6 білий ферзь · f6 чорний пішак · a5 чорний пішак · b5 білий кінь · c5 біла тура · e5 чорний пішак · f5 чорний король · h5 білий пішак · a4 чорна тура · d4 білий пішак · f4 чорний ферзь · g4 чорний пішак · h4 білий пішак · d3 білий пішак · g3 чорний пішак · f2 чорний кінь · b1 білий слон · c1 білий слон · f1 біла тура | c8 білий король · g8 чорний слон · d7 білий пішак · c6 білий ферзь · f6 чорний пішак · a5 чорний пішак · b5 білий кінь · c5 біла тура · e5 чорний пішак · f5 чорний король · h5 білий пішак · a4 чорна тура · d4 білий пішак · f4 чорний ферзь · g4 чорний пішак · h4 білий пішак · d3 білий пішак · g3 чорний пішак · f2 чорний кінь · b1 білий слон · c1 білий слон · f1 біла тура | c8 білий король · g8 чорний слон · d7 білий пішак · c6 білий ферзь · f6 чорний пішак · a5 чорний пішак · b5 білий кінь · c5 біла тура · e5 чорний пішак · f5 чорний король · h5 білий пішак · a4 чорна тура · d4 білий пішак · f4 чорний ферзь · g4 чорний пішак · h4 білий пішак · d3 білий пішак · g3 чорний пішак · f2 чорний кінь · b1 білий слон · c1 білий слон · f1 біла тура | 4 |
| 3 | c8 білий король · g8 чорний слон · d7 білий пішак · c6 білий ферзь · f6 чорний пішак · a5 чорний пішак · b5 білий кінь · c5 біла тура · e5 чорний пішак · f5 чорний король · h5 білий пішак · a4 чорна тура · d4 білий пішак · f4 чорний ферзь · g4 чорний пішак · h4 білий пішак · d3 білий пішак · g3 чорний пішак · f2 чорний кінь · b1 білий слон · c1 білий слон · f1 біла тура | c8 білий король · g8 чорний слон · d7 білий пішак · c6 білий ферзь · f6 чорний пішак · a5 чорний пішак · b5 білий кінь · c5 біла тура · e5 чорний пішак · f5 чорний король · h5 білий пішак · a4 чорна тура · d4 білий пішак · f4 чорний ферзь · g4 чорний пішак · h4 білий пішак · d3 білий пішак · g3 чорний пішак · f2 чорний кінь · b1 білий слон · c1 білий слон · f1 біла тура | c8 білий король · g8 чорний слон · d7 білий пішак · c6 білий ферзь · f6 чорний пішак · a5 чорний пішак · b5 білий кінь · c5 біла тура · e5 чорний пішак · f5 чорний король · h5 білий пішак · a4 чорна тура · d4 білий пішак · f4 чорний ферзь · g4 чорний пішак · h4 білий пішак · d3 білий пішак · g3 чорний пішак · f2 чорний кінь · b1 білий слон · c1 білий слон · f1 біла тура | c8 білий король · g8 чорний слон · d7 білий пішак · c6 білий ферзь · f6 чорний пішак · a5 чорний пішак · b5 білий кінь · c5 біла тура · e5 чорний пішак · f5 чорний король · h5 білий пішак · a4 чорна тура · d4 білий пішак · f4 чорний ферзь · g4 чорний пішак · h4 білий пішак · d3 білий пішак · g3 чорний пішак · f2 чорний кінь · b1 білий слон · c1 білий слон · f1 біла тура | c8 білий король · g8 чорний слон · d7 білий пішак · c6 білий ферзь · f6 чорний пішак · a5 чорний пішак · b5 білий кінь · c5 біла тура · e5 чорний пішак · f5 чорний король · h5 білий пішак · a4 чорна тура · d4 білий пішак · f4 чорний ферзь · g4 чорний пішак · h4 білий пішак · d3 білий пішак · g3 чорний пішак · f2 чорний кінь · b1 білий слон · c1 білий слон · f1 біла тура | c8 білий король · g8 чорний слон · d7 білий пішак · c6 білий ферзь · f6 чорний пішак · a5 чорний пішак · b5 білий кінь · c5 біла тура · e5 чорний пішак · f5 чорний король · h5 білий пішак · a4 чорна тура · d4 білий пішак · f4 чорний ферзь · g4 чорний пішак · h4 білий пішак · d3 білий пішак · g3 чорний пішак · f2 чорний кінь · b1 білий слон · c1 білий слон · f1 біла тура | c8 білий король · g8 чорний слон · d7 білий пішак · c6 білий ферзь · f6 чорний пішак · a5 чорний пішак · b5 білий кінь · c5 біла тура · e5 чорний пішак · f5 чорний король · h5 білий пішак · a4 чорна тура · d4 білий пішак · f4 чорний ферзь · g4 чорний пішак · h4 білий пішак · d3 білий пішак · g3 чорний пішак · f2 чорний кінь · b1 білий слон · c1 білий слон · f1 біла тура | c8 білий король · g8 чорний слон · d7 білий пішак · c6 білий ферзь · f6 чорний пішак · a5 чорний пішак · b5 білий кінь · c5 біла тура · e5 чорний пішак · f5 чорний король · h5 білий пішак · a4 чорна тура · d4 білий пішак · f4 чорний ферзь · g4 чорний пішак · h4 білий пішак · d3 білий пішак · g3 чорний пішак · f2 чорний кінь · b1 білий слон · c1 білий слон · f1 біла тура | 3 |
| 2 | c8 білий король · g8 чорний слон · d7 білий пішак · c6 білий ферзь · f6 чорний пішак · a5 чорний пішак · b5 білий кінь · c5 біла тура · e5 чорний пішак · f5 чорний король · h5 білий пішак · a4 чорна тура · d4 білий пішак · f4 чорний ферзь · g4 чорний пішак · h4 білий пішак · d3 білий пішак · g3 чорний пішак · f2 чорний кінь · b1 білий слон · c1 білий слон · f1 біла тура | c8 білий король · g8 чорний слон · d7 білий пішак · c6 білий ферзь · f6 чорний пішак · a5 чорний пішак · b5 білий кінь · c5 біла тура · e5 чорний пішак · f5 чорний король · h5 білий пішак · a4 чорна тура · d4 білий пішак · f4 чорний ферзь · g4 чорний пішак · h4 білий пішак · d3 білий пішак · g3 чорний пішак · f2 чорний кінь · b1 білий слон · c1 білий слон · f1 біла тура | c8 білий король · g8 чорний слон · d7 білий пішак · c6 білий ферзь · f6 чорний пішак · a5 чорний пішак · b5 білий кінь · c5 біла тура · e5 чорний пішак · f5 чорний король · h5 білий пішак · a4 чорна тура · d4 білий пішак · f4 чорний ферзь · g4 чорний пішак · h4 білий пішак · d3 білий пішак · g3 чорний пішак · f2 чорний кінь · b1 білий слон · c1 білий слон · f1 біла тура | c8 білий король · g8 чорний слон · d7 білий пішак · c6 білий ферзь · f6 чорний пішак · a5 чорний пішак · b5 білий кінь · c5 біла тура · e5 чорний пішак · f5 чорний король · h5 білий пішак · a4 чорна тура · d4 білий пішак · f4 чорний ферзь · g4 чорний пішак · h4 білий пішак · d3 білий пішак · g3 чорний пішак · f2 чорний кінь · b1 білий слон · c1 білий слон · f1 біла тура | c8 білий король · g8 чорний слон · d7 білий пішак · c6 білий ферзь · f6 чорний пішак · a5 чорний пішак · b5 білий кінь · c5 біла тура · e5 чорний пішак · f5 чорний король · h5 білий пішак · a4 чорна тура · d4 білий пішак · f4 чорний ферзь · g4 чорний пішак · h4 білий пішак · d3 білий пішак · g3 чорний пішак · f2 чорний кінь · b1 білий слон · c1 білий слон · f1 біла тура | c8 білий король · g8 чорний слон · d7 білий пішак · c6 білий ферзь · f6 чорний пішак · a5 чорний пішак · b5 білий кінь · c5 біла тура · e5 чорний пішак · f5 чорний король · h5 білий пішак · a4 чорна тура · d4 білий пішак · f4 чорний ферзь · g4 чорний пішак · h4 білий пішак · d3 білий пішак · g3 чорний пішак · f2 чорний кінь · b1 білий слон · c1 білий слон · f1 біла тура | c8 білий король · g8 чорний слон · d7 білий пішак · c6 білий ферзь · f6 чорний пішак · a5 чорний пішак · b5 білий кінь · c5 біла тура · e5 чорний пішак · f5 чорний король · h5 білий пішак · a4 чорна тура · d4 білий пішак · f4 чорний ферзь · g4 чорний пішак · h4 білий пішак · d3 білий пішак · g3 чорний пішак · f2 чорний кінь · b1 білий слон · c1 білий слон · f1 біла тура | c8 білий король · g8 чорний слон · d7 білий пішак · c6 білий ферзь · f6 чорний пішак · a5 чорний пішак · b5 білий кінь · c5 біла тура · e5 чорний пішак · f5 чорний король · h5 білий пішак · a4 чорна тура · d4 білий пішак · f4 чорний ферзь · g4 чорний пішак · h4 білий пішак · d3 білий пішак · g3 чорний пішак · f2 чорний кінь · b1 білий слон · c1 білий слон · f1 біла тура | 2 |
| 1 | c8 білий король · g8 чорний слон · d7 білий пішак · c6 білий ферзь · f6 чорний пішак · a5 чорний пішак · b5 білий кінь · c5 біла тура · e5 чорний пішак · f5 чорний король · h5 білий пішак · a4 чорна тура · d4 білий пішак · f4 чорний ферзь · g4 чорний пішак · h4 білий пішак · d3 білий пішак · g3 чорний пішак · f2 чорний кінь · b1 білий слон · c1 білий слон · f1 біла тура | c8 білий король · g8 чорний слон · d7 білий пішак · c6 білий ферзь · f6 чорний пішак · a5 чорний пішак · b5 білий кінь · c5 біла тура · e5 чорний пішак · f5 чорний король · h5 білий пішак · a4 чорна тура · d4 білий пішак · f4 чорний ферзь · g4 чорний пішак · h4 білий пішак · d3 білий пішак · g3 чорний пішак · f2 чорний кінь · b1 білий слон · c1 білий слон · f1 біла тура | c8 білий король · g8 чорний слон · d7 білий пішак · c6 білий ферзь · f6 чорний пішак · a5 чорний пішак · b5 білий кінь · c5 біла тура · e5 чорний пішак · f5 чорний король · h5 білий пішак · a4 чорна тура · d4 білий пішак · f4 чорний ферзь · g4 чорний пішак · h4 білий пішак · d3 білий пішак · g3 чорний пішак · f2 чорний кінь · b1 білий слон · c1 білий слон · f1 біла тура | c8 білий король · g8 чорний слон · d7 білий пішак · c6 білий ферзь · f6 чорний пішак · a5 чорний пішак · b5 білий кінь · c5 біла тура · e5 чорний пішак · f5 чорний король · h5 білий пішак · a4 чорна тура · d4 білий пішак · f4 чорний ферзь · g4 чорний пішак · h4 білий пішак · d3 білий пішак · g3 чорний пішак · f2 чорний кінь · b1 білий слон · c1 білий слон · f1 біла тура | c8 білий король · g8 чорний слон · d7 білий пішак · c6 білий ферзь · f6 чорний пішак · a5 чорний пішак · b5 білий кінь · c5 біла тура · e5 чорний пішак · f5 чорний король · h5 білий пішак · a4 чорна тура · d4 білий пішак · f4 чорний ферзь · g4 чорний пішак · h4 білий пішак · d3 білий пішак · g3 чорний пішак · f2 чорний кінь · b1 білий слон · c1 білий слон · f1 біла тура | c8 білий король · g8 чорний слон · d7 білий пішак · c6 білий ферзь · f6 чорний пішак · a5 чорний пішак · b5 білий кінь · c5 біла тура · e5 чорний пішак · f5 чорний король · h5 білий пішак · a4 чорна тура · d4 білий пішак · f4 чорний ферзь · g4 чорний пішак · h4 білий пішак · d3 білий пішак · g3 чорний пішак · f2 чорний кінь · b1 білий слон · c1 білий слон · f1 біла тура | c8 білий король · g8 чорний слон · d7 білий пішак · c6 білий ферзь · f6 чорний пішак · a5 чорний пішак · b5 білий кінь · c5 біла тура · e5 чорний пішак · f5 чорний король · h5 білий пішак · a4 чорна тура · d4 білий пішак · f4 чорний ферзь · g4 чорний пішак · h4 білий пішак · d3 білий пішак · g3 чорний пішак · f2 чорний кінь · b1 білий слон · c1 білий слон · f1 біла тура | c8 білий король · g8 чорний слон · d7 білий пішак · c6 білий ферзь · f6 чорний пішак · a5 чорний пішак · b5 білий кінь · c5 біла тура · e5 чорний пішак · f5 чорний король · h5 білий пішак · a4 чорна тура · d4 білий пішак · f4 чорний ферзь · g4 чорний пішак · h4 білий пішак · d3 білий пішак · g3 чорний пішак · f2 чорний кінь · b1 білий слон · c1 білий слон · f1 біла тура | 1 |
|   | a | b | c | d | e | f | g | h |   |

FEN: 2K3b1/3P4/2Q2p2/pNR1pk1P/r2P1qpP/3P2p1/5n2/1BB2R2

1. de! ~ 2. Qxf6#
1. ... Qxe5 2. d4#
1. ... Sxd3 2. e6#
- — - — - — -
1. ... Be6 2. Sd6#

Після вступного ходу виникає загроза, від якої захищаються по черзі ферзь і кінь які знаходяться в пів-зв'язці, при чому роблять ходи так, що самі зв'язуються, створюючи зв'язування по двох різних лініях, що й використовують білі. 